# Marcel Sembat (Métro Paris)

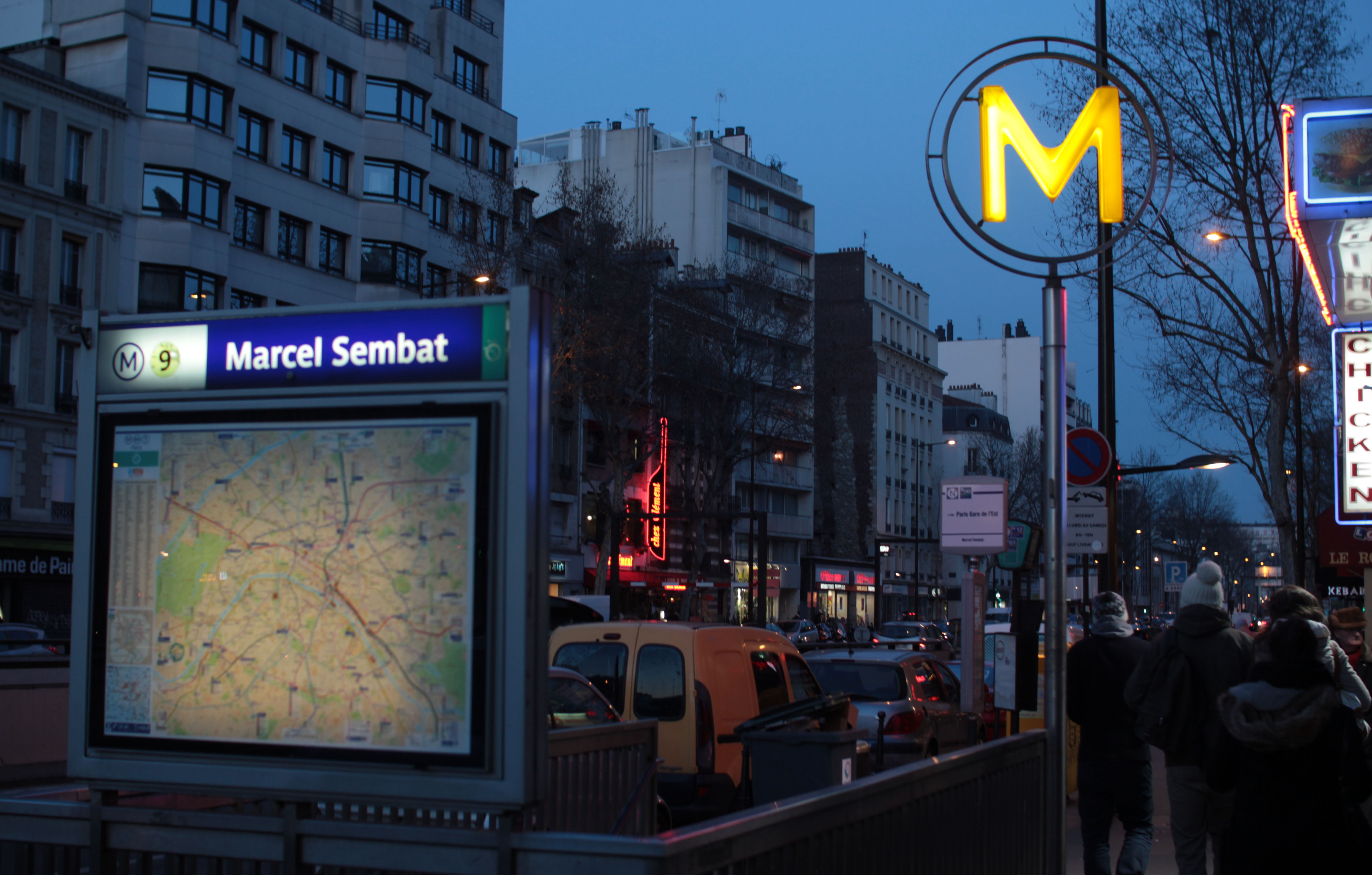
Zugang an der Place Marcel Sembat

Der U-Bahnhof Marcel Sembat ist eine unterirdische Station der Linie 9 der Pariser Métro.

## Lage
Die Station befindet sich im südwestlich gelegenen Pariser Vorort Boulogne-Billancourt. Sie liegt längs unter der Avenue Édouard Vaillant östlich des Platzes Place Marcel Sembat.

## Name
Die Place Marcel Sembat gibt der Station den Namen. Der Jurist und Journalist Marcel Sembat (1862–1922) war Gründungsmitglied der sozialistischen Partei, ab 1897 Abgeordneter und von 1914 bis 1916 Minister.

## Geschichte und Beschreibung
Die Station wurde am 3. Februar 1934 in Betrieb genommen, als der mehr als 2000 m lange westliche Endabschnitt der Linie 9 von Porte de Saint-Cloud bis Pont de Sèvres eröffnet wurde.
Sie liegt unter einem elliptischen, weiß gefliesten Gewölbe, dessen Seitenwände der Krümmung der Ellipse folgen. Von Anbeginn wurde sie mit einer Länge von 105 m, ausreichend für Sieben-Wagen-Züge, errichtet.
Von den drei Zugängen liegen zwei am nördlichen Stationsende beiderseits der Avenue Édouard Vaillant, ein dritter befindet sich nördlich der Place Marcel Sembat. Letzterer ist durch einen Mast mit einem gelben „M“ in einem Doppelkreis gekennzeichnet, unweit davon liegt ein zusätzlicher Ausgang mit einer Rolltreppe.

## Fahrzeuge

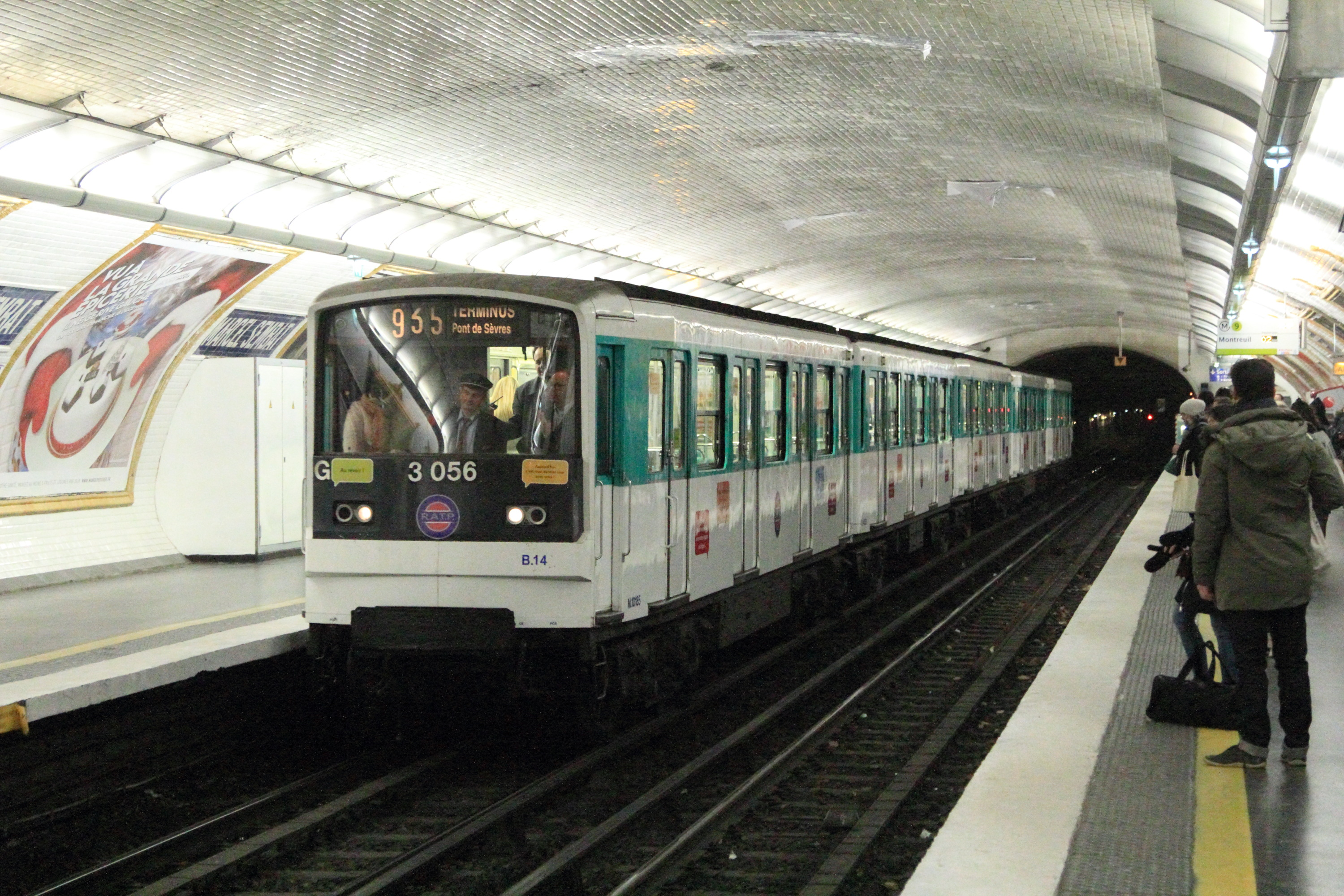
Letzter Einsatz eines MF-67-Zugs auf der Linie 9 in der Station Marcel Sembat

Die Linie 9 wird mit konventionellen Fahrzeugen betrieben, die auf Stahlschienen laufen. Zunächst verkehrten Züge der Bauart Sprague-Thomson, die dort ihr letztes Einsatzgebiet hatten. 1983 kam die Baureihe MF 67 auf die Strecke. Seit Oktober 2013 kam zunehmend die Baureihe MF 01 zum Einsatz, am 14. Dezember 2016 verkehrte der letzte MF-67-Zug auf der Linie 9.